# Winoc de Bergues
Saint Winoc ou Winok ou  Pinnock, né entre 640 et 650, mort le 6 novembre 716 ou 717, est un saint des Églises chrétiennes.  Fête le 6 novembre.

## Nom
Il y a eu probablement d'autres Winoc que celui qui s'est fait connaître en Flandre . Les formes originelles du nom sont Uinnoc ou Uinoc. Elles dérivent de l'adjectif Uinn devenu Gwenn en breton et Gwynn en gallois et qui signifie au propre blanc, et aïeul au figuré.

## Biographie
Selon la légende, il serait le fils du mythique roi Hoël III, frère d'Urielle de Trémeur. Selon sa vita, il serait le frère de saint Guinien et aussi le frère ou, selon une chronologie plus satisfaisante, le fils ou le neveu de saint Judicaël, roi de Domnonée en Bretagne; où il serait né, dans le pays de Dol plus précisément.
Avec trois compagnons, saint Josse, son oncle putatif, saint Madoc et saint Arnoc, il se rend dans l'évêché de Thérouanne, où il devient le disciple de saint Bertin, abbé de Sithiu (aujourd'hui Saint-Omer), lui-même disciple d'un successeur de saint Colomban. Selon la tradition, dans le monastère de Sithiu, Winoc fut chargé de moudre le blé pour la communauté. La légende veut que, fort âgé, il se fît aider par un ange à tourner la meule. Ainsi les meuniers firent de lui leur saint patron.
Winoc se serait retiré entre 665 et 675 avec quelques compagnons (dont saint Doetval, saint Ingenoc et saint Eumaël, qui seraient des princes de Bretagne) sur ce qui deviendra plus tard Bergues, sur le « Groenberg (Le mont vert) », une colline isolée en bordure des anciens marais côtiers et y fonde un premier monastère.
En 695, à la demande d'Audomar, il fonde à Wormhout un monastère et un hospice pour les pauvres, malades, pèlerins sur un domaine nommé Woromhold et en devient 1er abbé.
Winoc crée ce monastère sur le modèle de ceux de l'abbaye de Saint-Bertin de Saint-Omer. Il y meurt le 6 novembre 717. Enterré dans l'église du monastère, son tombeau attire des dévotions, voire des miracles.
Le monastère dura environ deux cents ans, il suivait la règle de saint Benoît. À l'approche des Vikings, vers 846, le corps de saint Winoc fut transporté à l'abbaye de Saint-Bertin. Saint Folquin, évêque de Thérouanne l'enterra avec les autres précieuses reliques de l'abbaye pour les cacher.
Le monastère, déjà ravagé par les Normands lors des précédentes invasions fut totalement détruit par les Vikings en 881.
En 900, une fois le calme retrouvé, les reliques du saint sont transférées de l'abbaye Saint-Bertin de Saint-Omer à l'église Saint-Martin de Bergues nouvellement construite.
En 1022, Baudouin IV fait bâtir à Bergues une nouvelle abbaye de bénédictins, l'abbaye de Saint-Winoc, à l'emplacement du premier monastère. Les reliques de saint Winoc, présentes à l'église Saint-Martin de Bergues sont apportées à la nouvelle abbaye. Lors de la Révolution française, cette abbaye est presque intégralement détruite.

## Dévotion

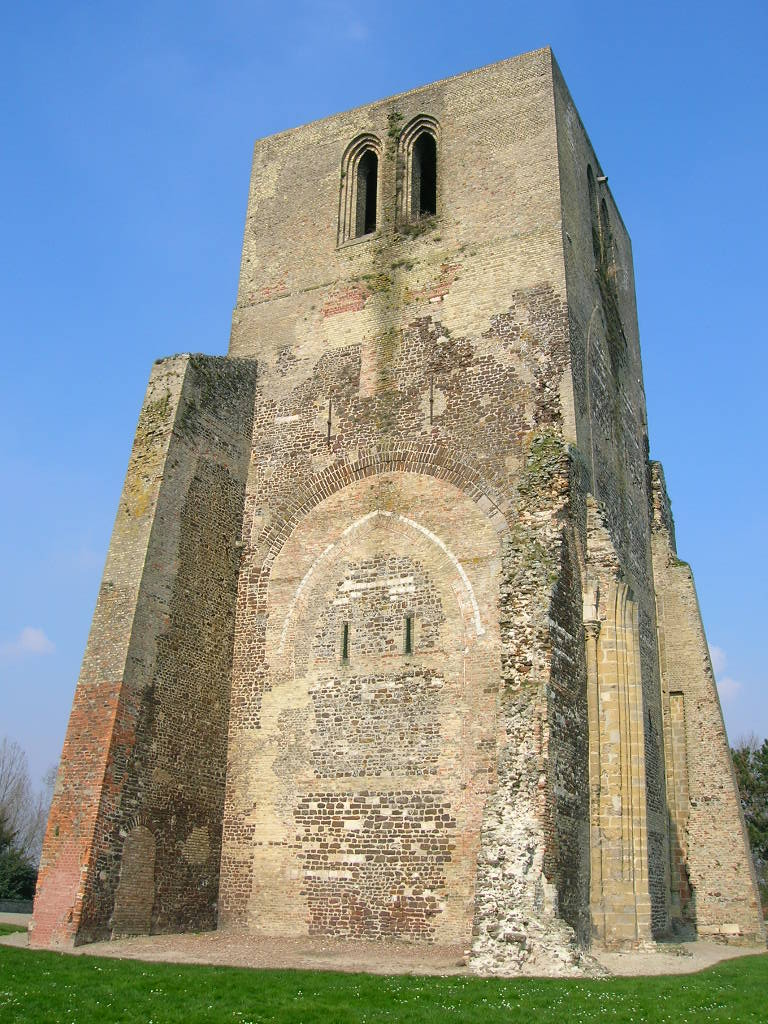
La tour de l'abbatiale vestige de l'abbaye Saint-Winoc (2007)

La dévotion à saint Winoc reste vivante en Flandre.
Historiquement, les dates de célébrations à Bergues et aux alentours sont les suivantes :
6 novembre : fête principale (anniversaire de la mort de saint Winoc).
20 février : en mémoire de l'élévation de son corps, appelée l'Exaltation de saint Winoc. (Cette fête célèbre le jour où le corps d'une personne fortement disposée à être proclamée comme sainte est mis à la vénération des fidèles dans une chapelle ou une église. Ici, cet évènement aurait eu lieu l'année suivant la mort du saint dans la chapelle du monastère de Wormhout).
23 mars : en mémoire de sa canonisation (uniquement célébrée à l'abbaye Saint-Winoc). (Cette fête célèbre le jour de sa canonisation. Ici, elle aurait eu lieu la même année que l'exaltation).
Procession de la Trinité : en souvenir du miracle de la Colme (où selon la tradition, un enfant noyé aurait été sauvé en plongeant la châsse des reliques du saint dans la rivière), chaque année, le jour de la Trinité, on portait en procession les reliques du saint jusqu'à la Colme. On plongeait la châsse des reliques dans l'eau, qui, par ce contact et selon la tradition, obtenait la vertu de guérir la fièvre et d'autres maladies.
18 septembre : en mémoire de la Translation du corps de Saint Winoc. (Cette fête célèbre le jour où les reliques du saint sont transférée de l'abbaye Saint-Bertin de Saint-Omer à l'église Saint-Martin de Bergues en l'an 900).
En Bretagne, sa dévotion est attestée à Plouhinec (Finistère) où, dans l'église Saint-Winoc, il est représenté en habit de bénédictin, près de ses reliques. Un pardon y est d'ailleurs organisé chaque année, à l'anniversaire de sa mort, le dimanche le plus proche du 6 novembre. On trouve également des traces de la vénération de saint Winoc à Briec-de-l'Odet, Combrit, Landrévarzec et Plourin. On retrouve aussi son nom à Landévennec (dont le nom vient de LanToWinnoc). C'est d'ailleurs un prénom et un nom de famille connus en Bretagne : Guénec, Guennec et Guennoc.
Un saint du même nom est honoré en Cornouailles sous le nom de Wednack et en sont dérivés les noms de Lanwenock et de Landewednack (équivalent de Landévennec).
Au Pays de Galles, on trouve un saint Gwynnog (ou Gwynno) et un saint Winoch. Le nom de lieu Llanwnog y fait référence.